# Джеймс Форрестол
Джеймс Форрестол (англ. James Forrestal; 15 лютого 1892 — 22 травня 1949) — міністр військово-морських сил США і перший міністр оборони США (17 вересня 1947 — 28 березень 1949).